# Tetragramma
Tetragramma is een geslacht van uitgestorven zee-egels uit de familie Diplopodiidae.

## Soorten
- Tetragramma variolare (Brongniart, 1822) † Cenomanien, Europa, Noord-Afrika.
- Tetragramma tenerum Smith & Rader, 2009 † Lagere Albien, Texas.
- Tetragramma besairiei Lambert, 1933 † Turonien, Madagaskar, India.
- Tetragramma planissimum Agassiz, 1840 † Kimmeridgien, Europa.